# Kraski (stacja kolejowa)
Kraski – stacja kolejowa na magistrali węglowej w Kraskach (powiat łęczycki). Od września 2019 stacja nie obsługuje ruchu pasażerskiego.